# Phaecasiophora thaiensis
Phaecasiophora thaiensis es una especie de polilla perteneciente al género Phaecasiophora, categorizada en la tribu Olethreutini, de la subfamilia Olethreutinae.

## Distribución
Se distribuye por Asia: en Tailandia, en la capital de Chiang Mai.

## Taxonomía
Fue descrita por Kawabe en 1987. La especie se encuentra registrada y publicada en Microlepid. Thailand 1: 62.